# 40 Arietis
40 Arietis, som är stjärnans Flamsteed-beteckning, är en förmodad dubbelstjärna belägen i den mellersta delen av stjärnbilden Väduren. Den har en kombinerad skenbar magnitud på ca 5,82 och är mycket svagt synlig för blotta ögat där ljusföroreningar ej förekommer. Baserat på parallax enligt Gaia Data Release 2 på ca 7,3 mas, beräknas den befinna sig på ett avstånd på ca 445 ljusår (ca 136 parsek) från solen. Den rör sig bort från solen med en heliocentrisk radialhastighet av ca 47 km/s. På det beräknade avståndet minskar stjärnans skenbara magnitud med 0,21 enheter genom en skymningsfaktor orsakad av interstellärt stoft.

## Egenskaper
Primärstjärnan 40 Arietis A är en orange till röd jättestjärna av spektralklass K1 III.  Den har en massa som är ca 1,6 solmassor, en radie som är ca 20 solradier och utsänder ca 128 gånger mera energi än solen från dess fotosfär vid en effektiv temperatur av ca 4 500 K.
40 Arietis är en förmodad spektroskopisk dubbelstjärna med en vinkelseparation av 0,2 bågsekunder av komponenterna och en misstänkt variabel, som har visuell magnitud +5,82 och varierar utan någon fastslagen amplitud eller periodicitet.